# 유지연 (1976년)
유지연(1976년 5월 9일 ~ )은 대한민국의 배우다.

## 생애
유지연은 1993년에 연극배우로 첫 데뷔하였고 이듬해 1994년 뮤지컬 배우로 데뷔한 그녀는 고등학교 재학 시절 《살아있는 이중생 각하》(1993년)로 연극 무대와 인연을 맺고 1995년 SBS 드라마 《다시 만날 때까지》에도 단역 출연하였으며 대학 재학 중 SBS와 KBS 탤런트에 동시 합격, 1996년 KBS 슈퍼탤런트 입상과 함께 18기 공채 탤런트로 데뷔하였다.
성적이 우수한 학생들만 선발하는 국립국악고등학교에서 줄곧 전교 1등을 하였고, 서울대학교에서 가야금을 전공한 것이 알려져 화제가 되었다.

## 학력
- 국립국악고등학교 졸업
- 서울대학교 국악학과 학사
- 서울대학교 대학원 음악학과 석사
- 성균관대학교 대학원 박사과정 수료

## 출연작

### KBS
- 1995년 KBS1 일일연속극 《바람은 불어도》
- 1996년 KBS2 미니시리즈 《신고합니다》
- 1996년 KBS1 TV문학관 《슈퍼마켓에서 길을 잃다》 - 백화점 직원 역
- 1997년 KBS2 주말드라마 《파랑새는 있다》 - 간호사 역
- 1998년 KBS2 월화드라마 《거짓말》 - 미선 역
- 2000년 KBS2 《부부클리닉 사랑과 전쟁》
- 2005년 KBS2 일일시트콤 《사랑도 리필이 되나요?》
- 2006년 KBS2 아침드라마 《아줌마가 간다》 - 이송미 역
- 2016년 KBS2 TV소설 《저 하늘에 태양이》 - 홍수지 역
- 2016년 KBS1 일일연속극 《빛나라 은수》 - 박혜미 역 (특별출연)
- 2017년 KBS2 일일드라마 《이름 없는 여자》 - 죄수번호 104 역
- 2017년 KBS2 TV소설 《꽃 피어라 달순아!》 - 고달례 / 고마담 역
- 2017년 KBS1 일일연속극 《미워도 사랑해》 - 공경하 역
- 2018년 KBS1 일일연속극 《비켜라 운명아》 - 고연실 역
- 2020년 KBS2 일일드라마 《위험한 약속》 - 공영심 역
- 2024년 KBS2 일일드라마 《피도 눈물도 없이》 - 김선경 역 (특별출연)
- 2024년 KBS1 일일연속극 《수지맞은 우리》 - 최혜영 역
- 2024년 KBS2 일일드라마 《스캔들》 - 김용희 역 (79회 ~ 82회 특별출연)

### 타방송사
- 1995년 SBS 드라마스페셜 《다시 만날 때까지》 - 단역
- 1999년 EBS1 드라마 《내일》
- 2000년 SBS 드라마 스페셜 《불꽃》
- 2012년 SBS 아침드라마 《너라서 좋아》 - 제니 역
- 2014년 SBS 주말극장 《모던파머》 - 윤미자 역

### MBC
- 1995년 MBC 월화드라마 《호텔》 - 단역
- 2006년 MBC 월화드라마 《내 인생의 스페셜》 - 윤신애 역

### 영화 출연
- 2008년 《1724 기방난동사건》 ... 홍재 역
- 2008년 《아기와 나》 ... 룸싸롱 언니 역
- 2009년 《마린 보이》 ... 하우스 마담 역
- 2012년 《재앙의 시작》 ... 이선영